# Букачачинське міське поселення
Букача́чинське міське поселення (рос. Букачачинское городское поселение) — міське поселення у складі Чернишевського району Забайкальського краю Росії.
Адміністративний центр — селище міського типу Букачача.

## Історія
Станом на 2002 рік існували Букачачинська селищна адміністрація (смт Букачача) та Бухтинський сільський округ (села Бородінськ, Бухта, Усть-Горбиця).

## Населення
Населення міського поселення становить 1868 осіб (2019; 2475 у 2010, 3692 у 2002).

## Склад
До складу міського поселення входять:
| Населений пункт                | Населення, осіб (2002) | Населення, осіб (2010) |
| ------------------------------ | ---------------------- | ---------------------- |
| Бородінськ, село               | 86                     | 69                     |
| Букачача, селище міського типу | 3525                   | 2359                   |
| Бухта, село                    | 71                     | 43                     |
| Усть-Горбиця, село             | 10                     | 4                      |